# Henri Ferdinand Van Heurck
Henri Ferdinand Van Heurck (28 de agosto de 1838 - 13 de marzo de 1909) fue un industrial, botánico, algólogo, pteridólogo belga. Desarrolló su actividad académica en el "Departamento de Botánica", de la Universidad de Lieja. Fue profesor de botánica médica y económica y director del jardín botánico de Amberes.

## Algunas publicaciones

### Libros
- Ed Frison, Henri Ferdinand van Heurck. 1959. Henri Ferdinand van Heurck. Vol. 111 de Communication du Rijksmuseum voor d. Geschiedenis d. Natuurwetenschappen à Leyde. 109 pp.
- 1908. Prodrome de la flore des algues marines des îles anglo-normandes et des côtes nord-ouest de la France. Ed. Labey et Blampied. 120 pp. Reeditó BiblioBazaar, 2010. 146 pp. ISBN 1141383772
- 1896. A treatise on the Diatomaceae: containing introductory remarks on the structure, life history, collection, cultivation and preparation of diatoms, and a description and figure typical of every known genus, as well as a description and figure of every species found in the North Sea and countries ... Ed. W. Wesley. 558 pp. Reeditó la misma en 1962. 558 pp.
- ------------, Wynne E. Baxter. 1893. The microscope: its construction and management ; including technique, photo-micrography, and the past and future of the microscope. Ed. Crosby, Lockwood and Son. 382 pp.
- 1881. Synopsis des diatomées de Belgique, vol. 2. 235 pp. Reeditó BiblioBazaar, 2010. 590 pp. ISBN 1142321061
- 1870. Observationes botanicae et descriptiones plantarum novarum herbarii Van Heurckiani. 250 pp. Reeditó Kessinger Publ. LLC, 2010. ISBN 1160751846
- 1869. Le microscope: sa construction, son maniement et son application aux études d'anatomie végétale. Ed. Baggerman. 226 pp. En línea. Reeditó BiblioBazaar, 2010. 232 pp. ISBN 1148521143
- 1865. L'étudiant micrographe. Ed. A. Delahaye. 563 pp. En línea
- ------------, Victor Guibert. 1864. Flore médicale belge. Ed. C.-J. Fonteyn. 455 pp.

## Honores
- Presidente de la Sociedad Fitológica y Micrográfica de Bélgica
- Vicepresidente de la Sociedad Botánica de Anvers
- Miembro correspondiente de la Academia Real de Barcelona
- Miembro correspondiente de la Sociedad Climatológica de Argel
- La abreviatura «Van Heurck» se emplea para indicar a Henri Ferdinand Van Heurck como autoridad en la descripción y clasificación científica de los vegetales.[2]